# Rade Prica
Rade Prica (født 30. juni 1980 i Helsingborg) en en svensk tidligere fodboldspiller, der blandt andet spillede i Danmark hos AaB.

## Karriere
Rade Prica startede sin karriere i svenske Ljungby IF. I 1998 skiftede han til den svenske Allsvenskan-klub Helsingborgs IF, hvor han frem til 2002 scorede 27 mål i 73 kampe. De næste tre år tilbragte Rade Prica i FC Hansa Rostock, inden han i sommeren 2006 skiftede på en fri transfer til den danske Superliga-klub AaB. Han blev i sin første sæson i klubben topscorer i ligaen med 19 mål, og 13 af disse blev scoret i forårssæsonen. Ved sæsonens udgang blev Rade Prica derfor kåret til forårets profil af Tipsbladet. AaB solgte ham i starten af 2008 til Sunderland for et beløb, der angiveligt lå tæt på 2 millioner £.
Rade Prica scorede i sin debutkamp for Sunderland mod Birmingham City F.C., men havde siden svært ved at spille sig på holdet og spillede kun fire kampe siden sit skifte fra AaB.
I transfervinduet i januar 2009 verserede der derfor rygter om, at AaB forsøgte at købe Rade Prica tilbage. Ifølge avisen BT strandede forsøget imidlertid på, at AaB havde svært ved at matche hans nuværende løn i Sunderland, der angiveligt skulle ligge på omkr. 10 millioner kr. årligt. i stedet for AaB blev det til et skifte til Rosenborg hvor prica oplevede stor succes og vandt 2 mesteskaber med klubben i perioden 2009-2013
Rade Prica nåede at spille 14 kampe og score to mål for det svenske landshold, hvor han debuterede i februar 2001.